# Isole di Dunaj
Le isole di Dunaj (in russo: острова Дунай, ostrova Dunaj) sono un gruppo di isole nel mare di Laptev, Russia. Amministrativamente appartengono al Bulunskij ulus della Repubblica autonoma di Sacha-Jacuzia.

## Geografia, flora e fauna
Le isole sono situate a nord del delta del fiume Lena. Formano un gruppo compatto; le loro coste sono molto irregolari con insenature, strette spiagge, banchi di sabbia e depressioni. La zona dove si trovano queste isole è soggetta a un rigido clima artico, c'è ghiaccio tra le isole Dunaj e il delta della Lena per circa nove mesi l'anno.
Tra queste isole e la costa c'è lo stretto Diel'ligestjach-Oburuosa  (пролив Диельлигестях Обуруоса).
Le isole Dunaj:
- Dunaj-Aryta (Дунай-Арыта), l'isola principale, lunga 16 km e larga 8 km.
- Egorša (Егорша), a est di Dunaj-Aryta.
- Lepëškalabyt-Bël'këë (Лепёшкалабыт-Бёлькёё), a nord-est.

## Storia
Il gruppo e l'isola maggiore (Dunaj-Aryta) hanno preso il nome del cosacco Yenisey Konstantin Stepanovič Dunaj (Константин Степанович Дунай).
Durante l'era sovietica, sull'isola di Dunaj-Aryta c'era una stazione polare. Aveva una certa importanza negli anni d'oro del Passaggio a nord-est.

## Isole adiacenti
- Isole Bulgunnjachtach-Bël'këj (Острова Булгунняхтах-Бёлькёй), 15 km ad ovest-sud-ovest delle Dunaj (73°50′02.4″N 123°48′39.6″E). Sono una catena di 5 piccole isole, la maggiore delle quali è lunga 4 km. Fanno parte del delta della Lena.
- Isola Samolёta (Остров Самолёта), 33 km ad ovest di Dunaj-Aryta (73°51′54″N 123°07′30″E), è una striscia di terra a forma di "C", lunga una decina di chilometri e larga meno di 100 m.
- Isole Aėros"ëmki (Острова Аэросъёмки), a nord della Samolёta (73°57′25″N 123°10′12″E), le caratteristiche di forma e grandezza sono le stesse della precedente, ma la striscia di terra è rotta in tre punti, sì da formare 4 piccole isole separate.